# Nguyễn Văn Ngải
Nguyễn Văn Ngải (sinh ngày 12 tháng 9 năm 1934) là chính khách Việt Nam Cộng hòa và là đảng viên Đại Việt Quốc dân Đảng, từng là Tổng trưởng Bộ Xây dựng Nông thôn kiêm Thượng nghị sĩ Việt Nam Cộng hòa.

## Tiểu sử
Nguyễn Văn Ngải chào đời tại Hưng Yên, miền bắc Việt Nam ngày 12 tháng 9 năm 1934. Thân phụ tên Nguyễn Chí Lai là một đảng viên tích cực của Đại Việt Quốc dân Đảng từng bị bắt giam nhiều năm từ năm 1939 vì hoạt động chống thực dân Pháp, về sau bị Đảng Cộng sản bắt giữ do bất đồng chính kiến.
Năm 1950, ông gia nhập Đại Việt Quốc dân Đảng khi đang theo học ở Hà Nội. Năm 1964, ông là chủ nhiệm kiêm chủ bút một tờ nhật báo và tuần báo chính trị ở Sài Gòn.:138 Từ năm 1973 đến năm 1974, ông giữ chức Tổng trưởng Bộ Xây dựng Nông thôn.:539
Kể từ sau biến cố 30 tháng 4 năm 1975, không rõ tung tích của ông ra sao nữa.

## Đời tư
Nguyễn Văn Ngải tin theo tín ngưỡng Phật giáo. Ông đã kết hôn và có tới sáu người con (tính đến năm 1974).:539